# Branchiomma sanjuanensis
Branchiomma sanjuanensis är en ringmaskart som först beskrevs av Treadwell 1941.  Branchiomma sanjuanensis ingår i släktet Branchiomma och familjen Sabellidae. Inga underarter finns listade i Catalogue of Life.